# Катловце
Катловце (словац. Kátlovce) — село, громада округу Трнава, Трнавський край. Кадастрова площа громади — 11.7 км².
Населення 1134 особи (станом на 31 грудня 2020 року).

## Історія
Катловце згадується 1405 року.

## Географія
Протікає річка Врбовец.

## Населення
| Рік:            | 1994. | 2004.   | 2014.   | 2024.   |
| --------------- | ----- | ------- | ------- | ------- |
| Кількість осіб: | 1048  | 1093    | 1170    | 1128    |
| Різниця:        |       | +4,29 % | +7,04 % | -3,58 % |

| Рік:            | 2023. | 2024.   |
| --------------- | ----- | ------- |
| Кількість осіб: | 1140  | 1128    |
| Різниця:        |       | -1,05 % |